# Диджериду

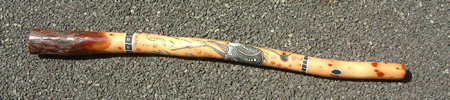
Диджериду

Диджериду (англ. didgeridoo) — музичний духовий інструмент аборигенів Австралії. Один з найстаріших духових інструментів у світі.
Диджериду робиться зі шматка стовбура евкаліпта довжиною 1-3 метри, серцевина якого виїдена термітами. Мундштук може бути оброблений чорним бджолиним воском. Сам інструмент часто розписаний фарбами або прикрашений зображеннями тотемів племені.
При грі використовується техніка безперервного дихання (циркулярного дихання). Гра на диджериду супроводжує ритуали і сприяє входженню в транс. Диджериду найтіснішим чином вплетений у міфологію австралійських аборигенів, символізуючи собою образ райдужної змії Yurlungur. Унікальність диджериду як музичного інструмента полягає в тому, що зазвичай він звучить на одній ноті (так званий «дроун», або гудіння). При цьому інструмент має дуже великий діапазон тембру. Зрівнятися з ним може тільки людський голос, варган, і почасти орган.
З кінця XX століття з диджериду експериментують західні музиканти (наприклад, Софі Лаказ, Jamiroquai). Широке застосування диджериду отримав в електронній та ембієнт-музиці. Стів Роуч одним з перших застосував диджериду в ембієнті й учився на ньому грати протягом багатьох подорожей по Австралії у 80-х.